# Chironomus enteromorphae
Chironomus enteromorphae är en tvåvingeart som beskrevs av Tokunaga 1936. Chironomus enteromorphae ingår i släktet Chironomus och familjen fjädermyggor. Inga underarter finns listade i Catalogue of Life.